# Antonius Abtkerk (Den Haag)
De Antonius Abtkerk is een rooms-katholieke kerk aan het einde van de Scheveningseweg in Den Haag. De Antonius Abtkerk is een rijksmonument, in 1926-1927 gebouwd door architect Joseph Cuypers en zijn zoon Pierre Cuypers jr. in een zakelijk-expressionistische stijl met een rijk versierd art-deco-interieur.
De kerk heeft een 50 meter hoge, vierkante toren, bekroond met een kleine lantaarn met puntdak, die van veraf zichtbaar is. In de vrij donkere kerk trekt vooral de apsis het oog van de bezoeker. Deze koorafsluiting is gedecoreerd met een groot, kleurrijk mozaïek dat de cholera-epidemie van 1848 herdenkt. Het werd ontworpen door Antoon Molkenboer. In het mozaïek, dat 12 meter breed is en ruim 17 meter hoog, zijn 2.000.000 steentjes verwerkt door atelier Mauméjean Frères uit Parijs. Het is het enige grote mozaïek in Nederland en het grootste ten noorden van Parijs.
Andere opvallende elementen zijn het bronswerk van de gebroeders Brom, het glas-in-loodwerk van Chris de Moor en een tweeënhalf meter hoog Heilig Hartbeeld van Willem van der Winkel.
In de kerk worden regelmatig concerten gegeven. De kerk hoort sinds 2015 bij de parochie Maria Sterre der Zee. 

## Externe link

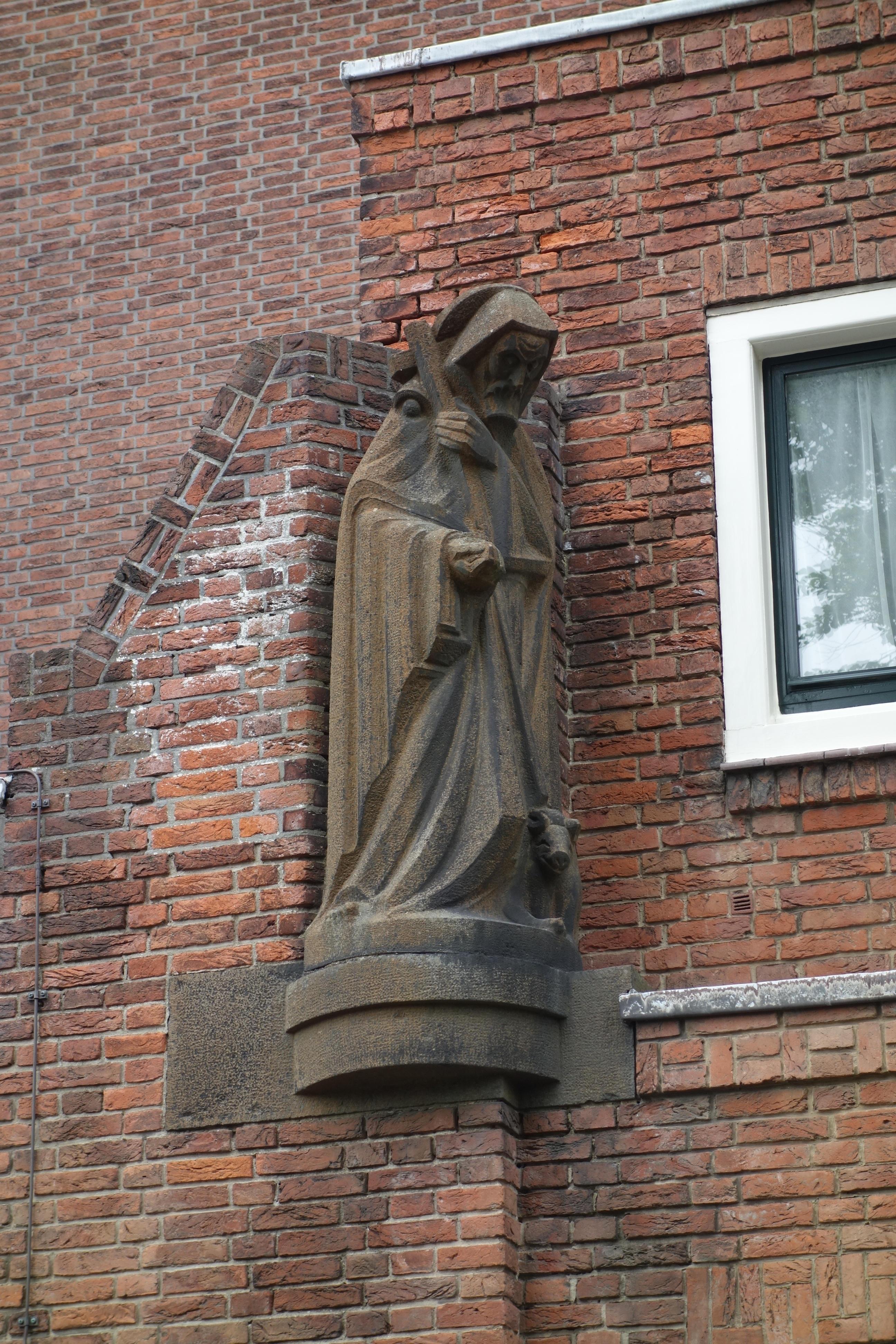
Antonius Abt
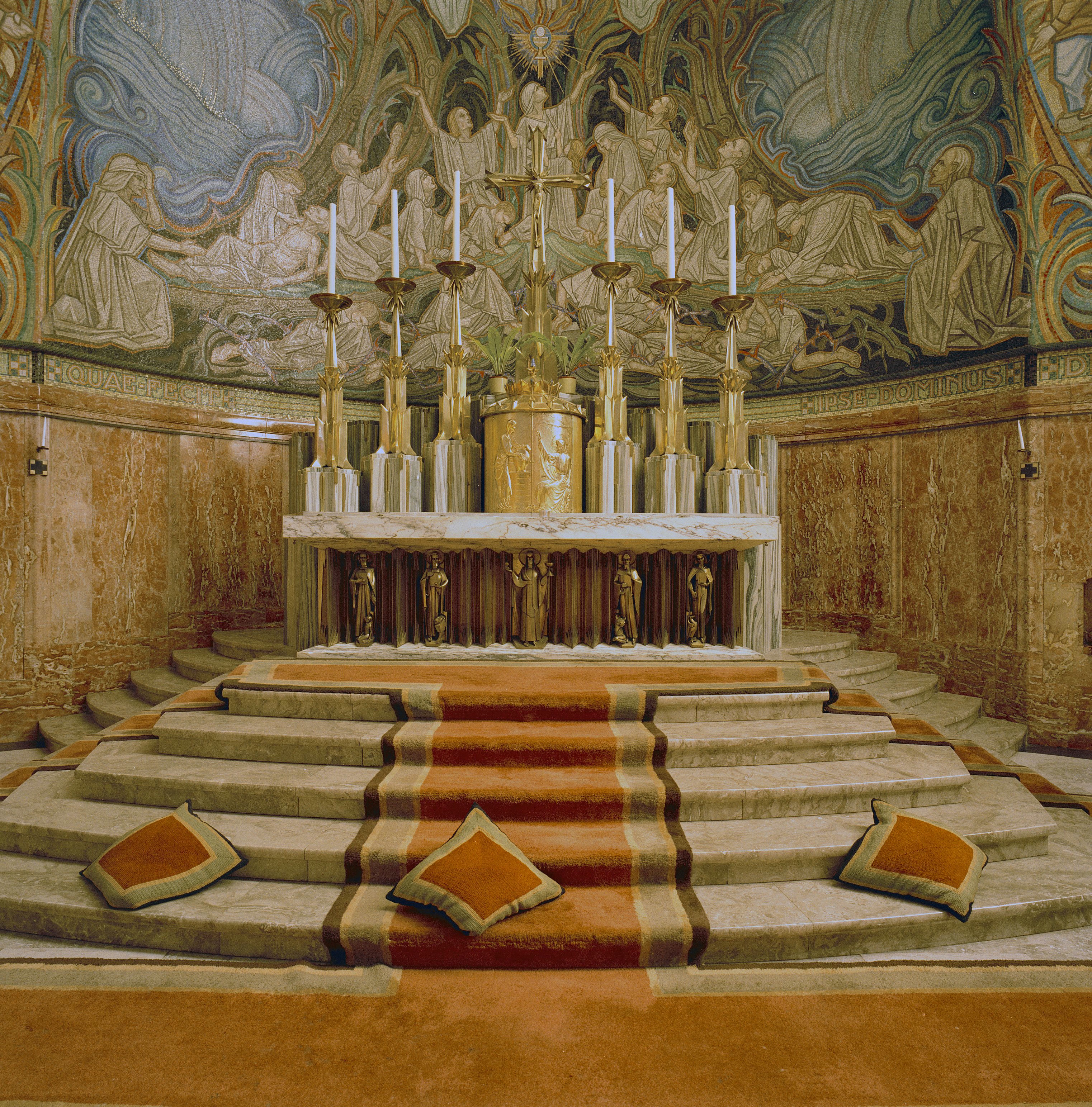
Altaar
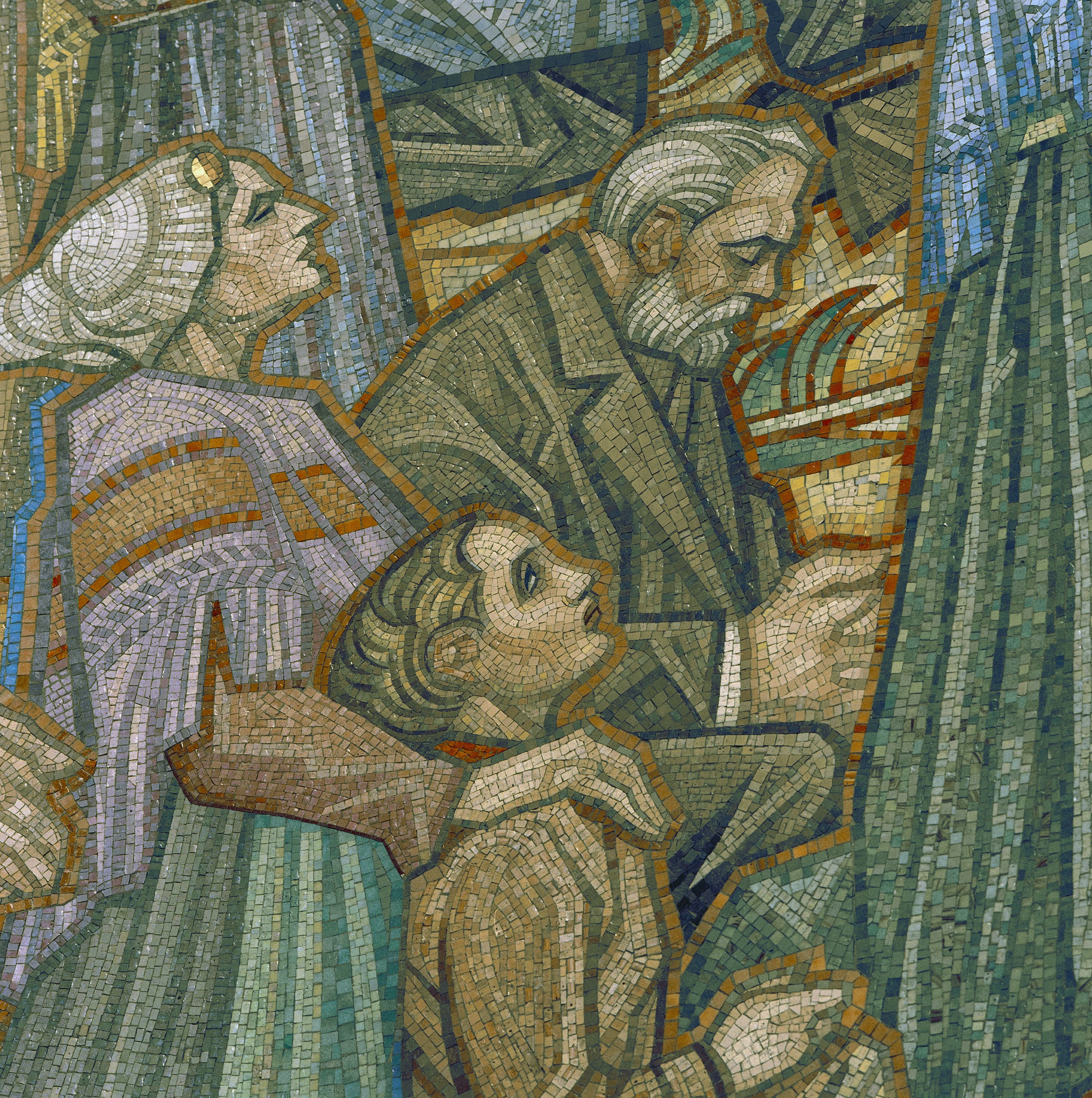
Detail mozaïek
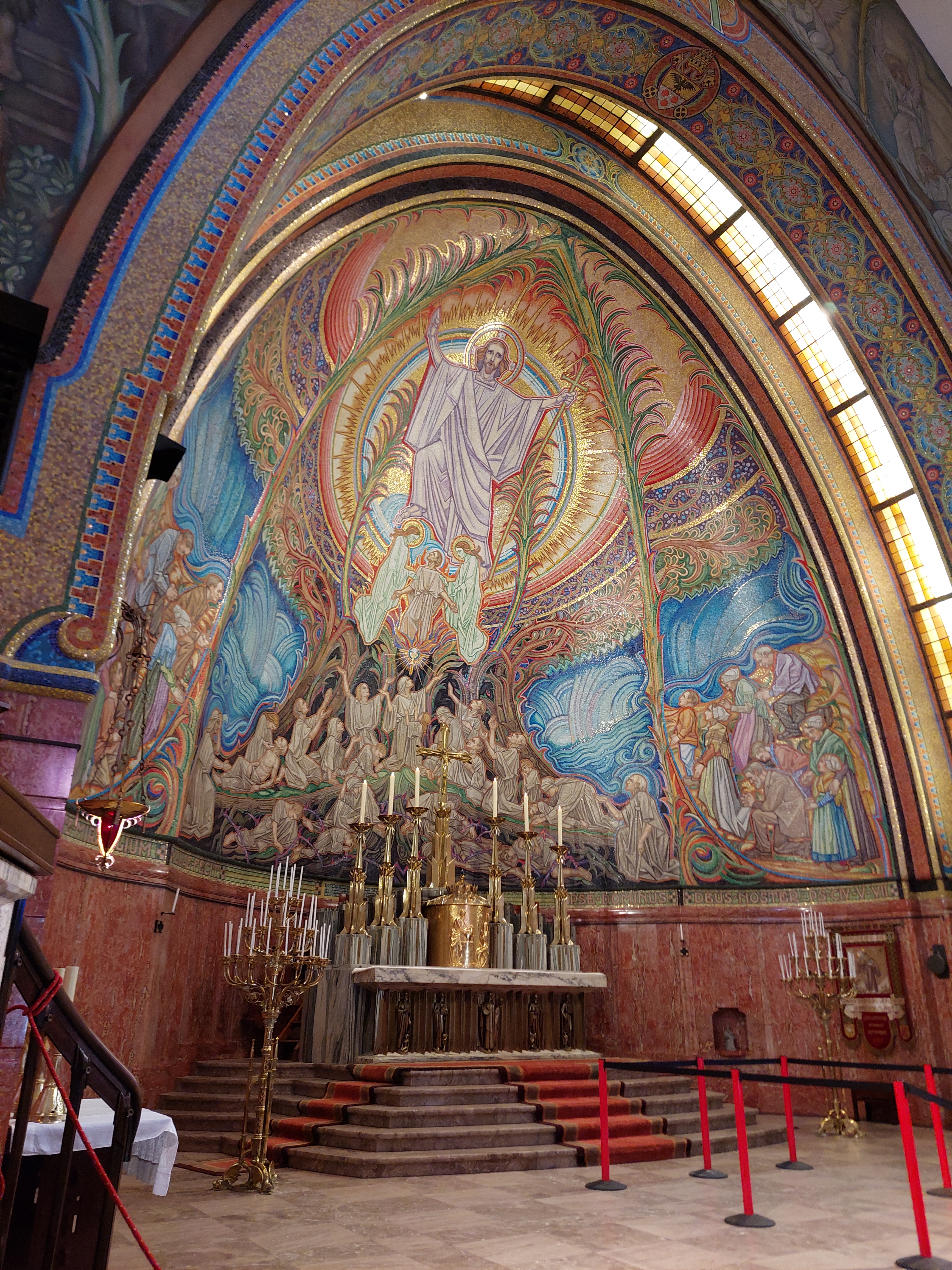
Mozaïek in de apsis
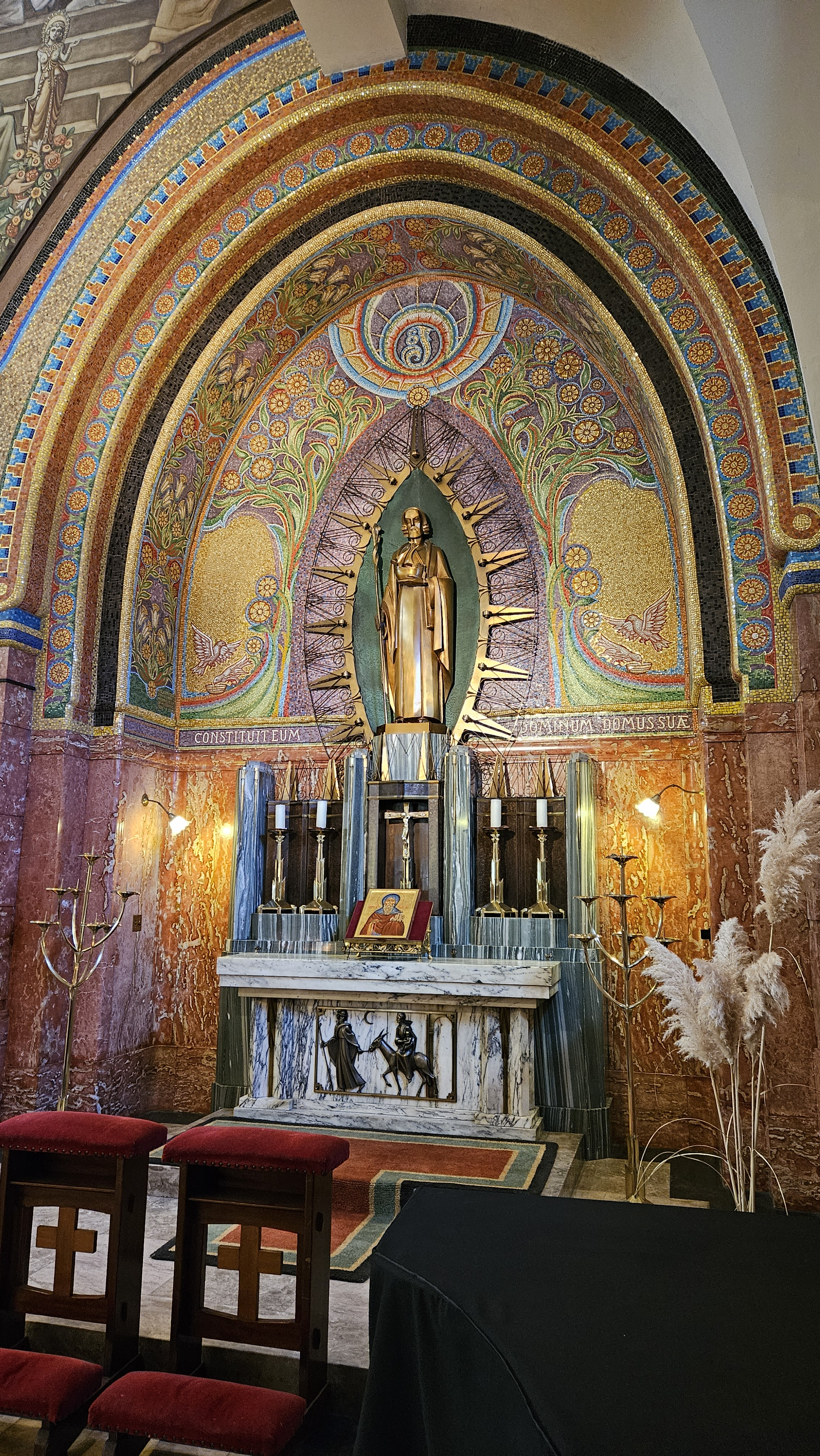
Jozefaltaar
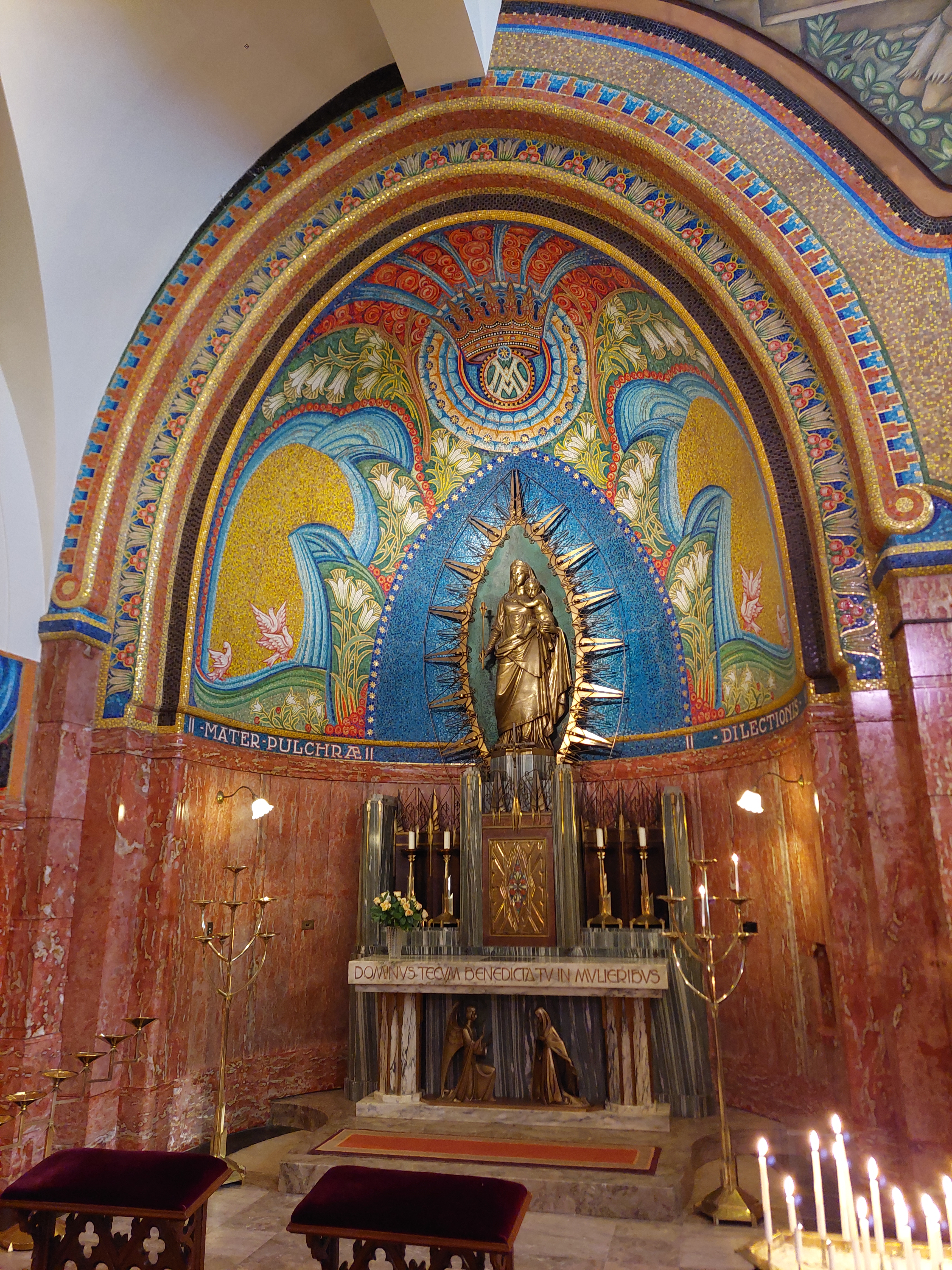
Maria-altaar